# Lepidosina gibba
Lepidosina gibba är en tvåvingeart som beskrevs av Arnold Spuler 1925. Lepidosina gibba ingår i släktet Lepidosina och familjen hoppflugor. Inga underarter finns listade i Catalogue of Life.